# Kollur
Kollur är en ö i republiken Island. Den ligger i regionen Norðurland eystra, 300 km nordost om huvudstaden Reykjavík. Öns area är omkring 1,2 hektar och dess största längd omkring 300 meter.